# Otto Neumann
Otto Neumann (ur. 28 sierpnia 1902 w Karlsruhe, zm. 12 kwietnia 1990 w Mannheim) – niemiecki lekkoatleta sprinter, wicemistrz olimpijski z 1928.
Specjalizował się w biegu na 400 metrów. Zdobył srebrny medal na igrzyskach olimpijskich w 1928 w Amsterdamie w sztafecie 4 × 400 metrów (sztafeta biegła w składzie: Neumann, Richard Krebs, Harry Werner Storz i Hermann Engelhard). Na tych samych igrzyskach Neumann odpadł w ćwierćfinale biegu na 400 metrów.
Poprawił rekord Niemiec w sztafecie 4 × 400 m wynikiem 3:14,8 osiągniętym na igrzyskach w Amsterdamie 5 sierpnia 1928.
Neumann był mistrzem Niemiec w biegu na 400 metrów w 1922 i 1924 oraz wicemistrzem w 1927. Był również mistrzem w biegu na 400 metrów przez płotki w 1928 i wicemistrzem w 1927 oraz mistrzem w  sztafecie 4 × 400 metrów w 1927 i 1928.